# 579. Volksgrenadier-Division
Die 579. Volksgrenadier-Division war ein Großkampfverband der deutschen Wehrmacht im Zweiten Weltkrieg.

## Geschichte

### Aufstellung
Die Division wurde am 25. August 1944 in der 32. Aufstellungswelle bei Kaposvár in Ungarn durch den Wehrkreis XVII aus den Resten der in Nordfrankreich vernichteten 326. Infanterie-Division (Wehrkreis VI) aufgestellt. Vorgesehen war, die Aufstellung bis 10. November 1944 abzuschließen.

### Aufstellung durch Umbenennung in 326. VGD
Noch in der Aufstellungsphase befindlich, wurde die Division am 4. September 1944 in die noch nicht aufgestellte 326. Volksgrenadier-Division umbenannt, welche nach der Aufstellung an die Westfront kam.

## Kommandeur
Kommandeur der Division war der spätere Kommandeur der 326. Volksgrenadier-Division, Oberst Erwin Kaschner.

## Gliederung
- Grenadier-Regiment 1195 mit zwei Bataillonen, später Grenadier-Regiment 751
- Grenadier-Regiment 1196 mit zwei Bataillonen, später Grenadier-Regiment 752
- Grenadier-Regiment 1197 mit zwei Bataillonen, später Grenadier-Regiment 753
- Artillerie-Regiment 1579 mit vier Abteilungen, später Artillerie-Regiment 326
- Divisions-Einheiten 1579, später Divisions-Einheiten 326